# 観音寺 (桜井市南音羽)
観音寺（かんのんじ）は、奈良県桜井市南音羽、音羽山の中腹標高600メートルに位置する融通念仏宗の寺院で山号は音羽山。音羽山観音寺と称される。
寺号はたびたび変わり善法寺（ぜんぽう-）、興法寺（こうほう-）または香法寺、音石寺（おとわ-）または音羽寺とも称し、俗に「音羽の観音」といわれた。古くは法相宗、その後は天台宗の寺院であった。
石畳参道の傍らには十三重石塔（鎌倉時代後期）、宝篋印塔（鎌倉時代末期）、永禄5年（1562年）銘の九品町石のうち4基などがあり、また参道の入口から石畳下まで十七町石が揃って残っている。境内の「お葉つきイチョウ」は奈良県指定天然記念物。本堂東方の経ヶ塚山への登山路下に「音羽の滝」がある。滝水は眼病に霊験があることで古くから知られる。

## 歴史
『音羽山略縁起』などの寺伝によれば、定慧が妙楽寺（多武峯寺、後の談山神社）をつくるにあたりその鬼門除けとしてこの寺をつくり、藤原鎌足作の梅木の千手千眼十一面観音像を安置したのに始まり、のち大同年間に子嶋寺の延鎮が堂舎を建てたという。ただし、定慧創建、延鎮堂舎建立の伝説に確証はない。『多武峯略記』末寺章には、音石寺は法号善法寺で旧記には天平勝宝元年（749年）に心融が建立し後に安倍氏に譲ったとあることを伝える。またある記では願主は安倍中納言国香で天長年中の建立ともいい、桧皮葺の房舎20宇が上院と下院に分かれていたと往年の隆盛を伝える。
中世の寺史ははっきりしないが、寛政6年（1794年）、住僧浄観法印の時に堂宇を改築、文政年間に白空鶴順、文久のころに梵応心音が住し再興に尽くした。
里から離れた山中にある檀家を持たない寺で近世は廃寺寸前であったが、1980年代末に後藤密榮（密栄）が寺に入る。後藤密榮は高野山で修行した尼僧で真言宗僧侶の資格は持っていたが、融通念仏宗の僧として一から修行し住職となり、本堂や本尊を修復した。2016年からは寺の日常がテレビ番組『やまと尼寺 精進日記』で紹介され話題となった。また、2021年から奈良新聞（ならリビング）に「音羽山観音寺後藤住職の花だより」が連載されている。

### 沿革
（この節の主要な出典）
- 天平感宝元年（749年）に、定慧、あるいは延鎮、あるいは心融[8][9][10]によって香法寺[9]、または善法寺[10]として創建されたと諸説ある。
- 延暦15年（796年）頃、本尊が安置される[8]。
- 貞観18年（876年）、山津波で伽藍が崩壊する。

## 堂宇・什宝等
本堂
江戸時代の再建で入母屋造一重本瓦葺、一間半向拝付。
本尊
木造千手千眼十一面観音菩薩立像
仏像
厨子入不動明王立像、厨子入千手十一面観音立像、阿弥陀如来立像（2軀）、薬師如来坐像、弥勒菩薩坐像（2軀）、弘法大師半跏像、毘沙門天立像、弘化3年銘の先祖像など。
什物
梵鐘（明暦2年銘）、鉄製鰐口（江戸時代以前の作か）、青銅製半鐘（文久3年寄進）、大般若経六百巻（黄檗版全巻揃い、延宝2年開板）、歌額（文政12年奉納）、銅湯釜（文政9年銘）など。
文化財
お葉つきイチョウ - 奈良県指定天然記念物（1977年〈昭和52年〉3月22日指定）、樹齢推定500年以上。

## 年中行事
- 1月17日 - 初観音眼病封じ、ぎんなん御飯接待[4]。
- 4月17日 - 大般若法要[4]。
- 8月17日 - 施餓鬼法要[4]。
- 9月17日 - 百万遍念仏会[4]。
- 12月31日 - 除夜の鐘[4]。

月例行事など
観音御縁日（毎月17日）。
お護摩奉修（毎月第4日曜日）。

## 宿坊・精進料理
精進料理の宿坊を運営している。

## 所在地
奈良県桜井市南音羽832

## 近隣情報
- 聖林寺
- 崇峻天皇陵
- 談山神社

## 観音寺を舞台とした作品
- 『やまと尼寺 精進日記』（料理番組・ドキュメンタリー番組、NHK Eテレ、BSでも放送）
  - 関連番組『やまと尼寺 献立帳』、『やまと尼寺 くいしんぼ日記』